# ميجاواتي سوكارنوبوتري
دياه برماتا ميجاواتي ستياواطي سوكارنوپوتري (بالبهاسا: Diah Permata Megawati Setiawati Sukarnoputri)؛ (23 يناير 1947 -)، رئيسة إندونيسيا السابقة. هي أول سيدة تتقلد منصب رئاسة إندونيسيا بين 23 يوليو 2001 وحتى 20 أكتوبر 2004 خلفا لعبد الرحمن وحيد، وهي ابنة أحمد سوكارنو أول رئيس لإندونيسيا، وكان لديها شعبية كبيرة في الأوساط الفقيرة.
ولدت في يوجياكرتا في 23 يناير عام 1947 كثاني طفل، وأول ابنة للرئيس سوكارنو. «ميجاواتي» في اللغة السنسكريتية تعني «صاحبة الغيمة»، و«سوكارنوپوتري» بالبهاسا تعني «ابنة سوكارنو». والدتها فاطمة واتي كانت إحدى تسع زوجات تزوجهن سوكارنو. في 1970 توفي زوجها الأول في تحطم طائرة في إيريان جايا.
في 1972 تزوجت من الدبلوماسي المصري جمال حسن أحمد حسن، ثم انفصلا في نفس السنة. في 1973 تزوجت توفيق كيماس، وأنجبا 3 أبناء.
تؤمن بالأرواح بشدة وبالتنجيم، وتقول أن روح والدها تزورها باستمرار، وهي في ذلك ليست مختلفة عن الموروث التقليدي الجاوي. وفي خلال حملتها الانتخابية قالت أنها عندما تواجه قرارا صعبا بإنها تخلد للنوم للتشاور مع روح والدها.

## روابط خارجية
- ميجاواتي سوكارنوبوتري على موقع الموسوعة البريطانية (الإنجليزية)
- ميجاواتي سوكارنوبوتري على موقع مونزينجر (الألمانية)
- ميجاواتي سوكارنوبوتري على موقع إن إن دي بي (الإنجليزية)